# Помаскино
Помаскино — деревня в Увинском районе Удмуртии, входит в Новомултанское сельское поселение. Находится в 16 км к северу от посёлка Ува и в 66 км к северо-западу от Ижевска.